# José Gaos
José Gaos (Gijón, 26 de dezembro de 1900 — Cidade de México, 10 de junho de 1969) foi um filósofo espanhol radicado no México. Professor da Universidade de Saragoça, Universidade de Madrid e Universidade Nacional Autónoma de México.

## Biografia
José Gaos era o mais velho de uma família de quatorze filhos, dentre os quais a atriz Lola Gaos e poeta Vicente Gaos. José Gaos passou a infância na casa de seus avós maternos nas Asturias, enquanto seus familiares, pais e irmãos, mudaram-se para o Levante. Ele teve sua primeira introdução à filosofia aos 15 anos através de uma história da filosofia de Jaime Balmes.
Gaos formou-se em Filosofia na Universidade de Madrid, em 1923, e lá recebeu seu doutorado em 1928. Em 1931 ingressou no PSOE. Designado em 1937, comissário geral do Pavilhão da República Espanhola na Exposição Internacional de Paris em 1937. Foi catedrático de Filosofia na Universidade Central de Madrid, a partir de 1932, e reitor, de 1936 até 1938,  durante o período da Guerra Civil Espanhola. Solicitou  asilo político ao México, durante a Guerra Civil, devido às perseguições do regime franquista, em 1939. José Gaos obteve a nacionalidade mexicana, em 1941.

## Carreira
Destacam-se, na sua formação intelectual, os filósofos alemães Edmund Husserl, Martin Heidegger e Nicolai Hartmann, além do filósofos espanhois José Ortega y Gasset, Manuel García Morente e Xavier Zubiri. José Gaos obteve seu doutorado em filosofia na Universidade de Madri, com a tese intitulada "A crítica do psicologismo em Husserl"  e com ela mereceu um prêmio especial em 1928. Gaos considerava-se o discípulo mais próximo e fiel de José Ortega y Gasset, de quem era grande amigo.
Na Espanha, foi professor  de alemão no Instituto de Línguas da Universidade de Valência (1925-1928),  filosofia na Escola Nacional Secundária de Leon (1928-1930), Lógica e Teoria do Conhecimento na Universidade de Zaragoza (1930-1933), Introdução à Filosofia e Filosofia e Ensino da Universidade de Madrid (1933-1939). Chegando ao auge de sua carreira, quando foi eleito Reitor da Universidade de Madrid (1936-1939). No México foi professor da Universidade Nacional Autónoma de México
José Gaos também foi um tradutor da obra de vários filósofos para o espanhol, como Martin Heidegger, John Dewey, Søren Kierkegaard, G. W. F. Hegel, Max Scheler, Immanuel Kant, Johann Gottlieb Fichte e Edmund Husserl. Exerceu enorme influência sobre a filosofia espanhola e hispano-americana  no século XX.

## Pensamento filosófico
A filosofia é entendida por Gaos como atividade, vocação, possuidora de caráter pessoal e deve se ater aos fenômenos na linha de Edmund Husserl (Cfr. De la filosofia 1962).
José Gaos propôs uma filosofia da filosofia,  o estudo do ser da filosofia, cuja origem encontra-se em Wilhelm Dilthey (1833-1911). Segundo Gaos, desde Heráclito e Parmênides, até nossos dias, essa pergunta se coloca, e ele define tal questionar como a filosofia perene. A filosofia, afirma Gaos, radica na personalidade do sujeito que filosofa,  em última instância, a filosofia é incompreensível para os outros.
Ele sofreu a influência de uma sucessão de correntes filosóficas que se apresentavam como a verdadeira filosofia,  numa sequência de verdades absolutas.  Quando começou a estudar, Morente o apresentou o neokantismo como a filosofia verdadeira, depois Morente e Xavier Zubiri o apresentaram à fenomenologia. Gaos entra em contato com a obra de Martin Heidegger "Ser e tempo" e o existencialismo se torna a doutrina correta ou verdadeira. Finalmente, através da obra de Wilhelm Dilthey, o historicismo e a extração de significados surge como a linha de pensamento verdadeira.
Foi um destacado historiador das ideias e grande tradutor de filósofos renomados. Cabe citar sua "Historia de nuestra idea del mundo", 1973. Publicou diversos estudos de história do pensamento latino-americano e mexicano. Formou escolas de historiadores e filósofos mexicanos. O historiador e filósofo espanhol José Luis Abellán é outro discípulo de Gaos. José Gaos também dedicou-se muito a refletir sobre a vocação e a personalidade do filósofo.
Entre suas obras podemos citar: "Pensamiento de lengua española", 1945, "Confesiones profesionales", 1958, "Filosofía mexicana de nuestros días", 1954, "Orígenes de la filosofía y su historia",1960, "Del hombre", 1970
Em 10 de junho de 1969, após presidir o exame de doutorado de um de seus alunos, José Gaos faleceu.

## Grupo Hiperion
No México, José Gaos inspirou a criação do Grupo Hiperión, constituído de professores e alunos de filosofia da Universidade Nacional Autónoma de México, que atuou de 1948 e 1952. Eram jovens filósofos  formados sob o magistério de José Gaos, em correntes como a fenomenologia, o existencialismo e o historicismo de José Ortega y Gasset. Sob a influência de Martin Heidegger e Jean-Paul Sartre eram chamados de os "existencialistas mexicanos" . O grupo era integrado por Emilio Uranga (1921-1988), Jorge Portilla (1918-1963), Luis Villoro (1922-2014), Ricardo Guerra (n. 1927), Joaquín Sánchez McGregor (1925-2008), Salvador Reyes Nevares (1922-1993), Fausto Vega (n. 1922), e Leopoldo Zea (1912-2004).

## Obras
- La filosofía de Maimónides, 1940
- El pensamiento hispanoamericano, 1944
- Dos exclusivas del hombre: la mano y el tiempo, 1945
- Antología del pensamiento en lengua española en la edad contemporánea, 1945
- Filosofía de la filosofía, 1947
- Método para resolver los problemas de nuestro tiempo, 1950
- Introducción a El ser y el tiempo de Martin Heidegger, 1951
- En torno a la filosofía mexicana, 1952
- Filosofía mexicana en nuestros días, 1954
- La filosofía en la universidad, 1956
- Ensayos sobre Ortega y Gasset', 1957
- Confesiones profesionales, 1958
- Discurso de filosofía, 1959
- Orígenes de la filosofía y su historia, 1960
- Filosofía contemporánea, 1962
- Historia de nuestra idea del mundo, 1973